# 渟名城入姫命
渟名城入姫命（ぬなきいりびめのみこと、生没年不詳）は、記紀に伝わる古代日本の皇族。
『日本書紀』では「渟名城入姫命（淳名城入姫命）」「渟名城稚姫命（ぬなきわかひめのみこと）」、『古事記』では「沼名木之入日売命」と表記される。『古事記』では事績に関する記載はない。
第10代崇神天皇の皇女である。倭大国魂神（奈良県天理市の大和神社祭神）に関する伝承で知られる。

## 系譜
（名称は『日本書紀』を第一とし、括弧内に『古事記』ほかを記載）
『日本書紀』『古事記』によれば、第10代崇神天皇と、妃の尾張大海媛（意富阿麻比売）の間に生まれた皇女である。
兄弟姉妹として、両書では同母兄に八坂入彦命（八坂之入日子命）、同母妹に十市瓊入姫命（十市之入日売命）の名が記されるほか、『古事記』では長兄に大入杵命（日本書紀なし）を挙げる。

## 記録

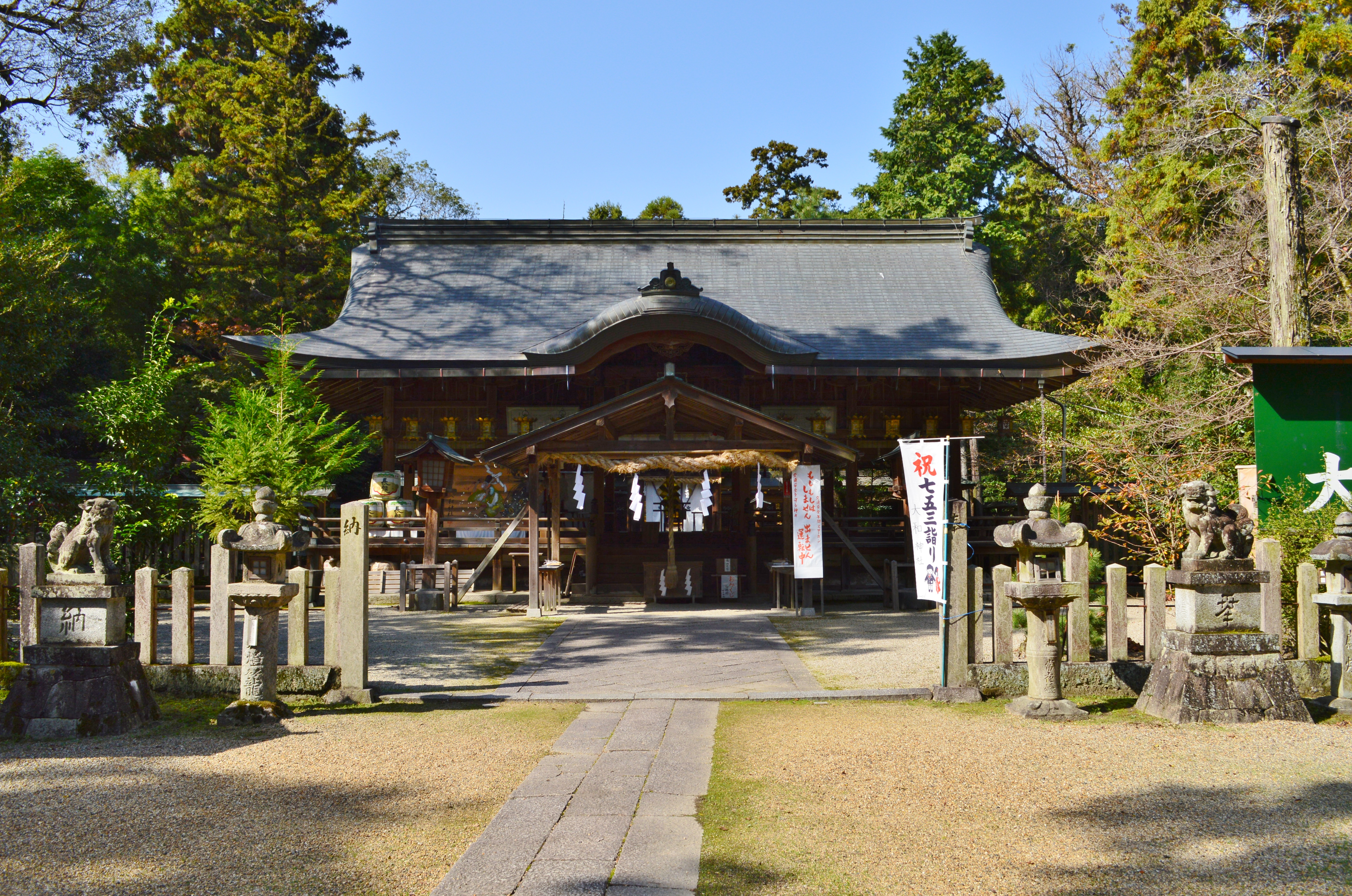
大和神社（奈良県天理市）

『日本書紀』崇神天皇6年条によれば、百姓の流離や背叛など国内情勢が不安になった際、崇神天皇はその原因が天照大神・倭大国魂神の2神を居所に祀ったことにあると考えた。そこで天照大神は豊鍬入姫命につけて倭笠縫邑に祀らせ、倭大国魂神は渟名城入姫命につけて祀らせた。しかし、渟名城入姫命の髪は抜け落ちて体も痩せてしまったため、倭大国魂神を祀ることが出来なかったという。
また同書垂仁天皇25年3月条では、「一云」として、大倭大神が自分を祀るよう神託したので、中臣連祖の探湯主の卜によって「渟名城稚姫命」に祀らせたという。天皇は渟名城稚姫命に命じ、神地を穴磯邑（あなしむら：奈良県桜井市穴師）として大市（奈良県桜井市芝付近）の長岡岬で祀らせたが、姫の体は痩せ細り祀ることが出来なかった。そこで大倭直祖の長尾市宿禰に祀らせることとしたという。この「渟名城稚姫命」は渟名城入姫命と同一人物とされる。

## 考証
上記2つの記事は同じものとされ、いずれも奈良県天理市の大和神社の起源譚になる。上記伝承からは、崇神天皇の血統では倭の国魂を祀ることが出来ないこと、その祭祀には倭国造（大倭直）一族が関わることが特徴として指摘される。